# Gorgibus et Sganarelle
Gorgibus et Sganarelle è un cortometraggio muto del 1912 scritto e diretto da Camille de Morlhon. Il film è interpretato da Félix Galipaux, noto protagonista della scena teatrale francese dell'epoca.

## Produzione
Il film fu prodotto dalla Pathé Frères.

## Distribuzione
Distribuito dalla Pathé Frères, uscì nelle sale cinematografiche francesi il 27 settembre 1912.